# خروف البحر
خَرُوفُ البَحْرِ أو أمُّ زُبَيْبَة (بالإنجليزية: Manatee)‏  هو حيوان ثديي مائي كبير ويسمى أحيانا بقرة البحر وينتمي إلى مجموعة الثدييات برتبة الخيلاني مثل حيوان الأطوم البحري.

## أنواعه

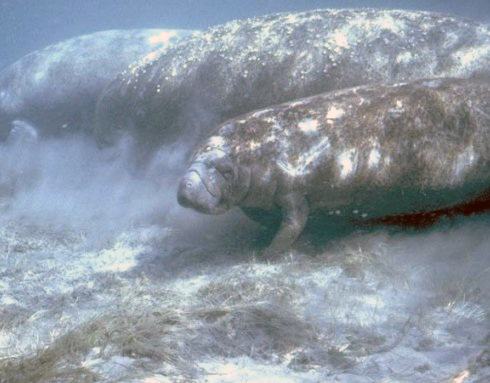
مجموعة من خراف البحر

توجد ثلاثة أنواع من خروف البحر أو بقر البحر وهي بقر البحر الهندي الغربي، ويعيش في البحر الكاريبي على طول السواحل الشمالية الشرقية لأمريكا الجنوبية، كما يوجد أيضا في مياه الشواطئ الجنوبية الشرقية للولايات المتحدة الأمريكية. ثم بقر البحر الأمازوني، ويعيش في أنهار الأمازون والأورنوكو، والنوع الثالث هو بقر البحر الإفريقي الذي يعيش في مياه شواطئ غرب أفريقيا. يعد بقر البحر الهندي الغربي والأمازوني من الحيوانات المهددة بالانقراض، وذلك لأنه يتم اصطيادها من أجل اللحم والفرو والزيت.
- خروف البحر الأمازوني
- خروف البحر الأمريكي
- خروف البحر السنغالي
- خروف البحر القزم

## الموطن الأصلي
تعيش خراف البحر على طول سواحل المحيط الأطلسي الاستوائية، وشبه الاستوائية، والمياه الداخلية المرتبطة بها، بما في ذلك مجمعات المياه في نهري الأمازون، والنيجر، وتجدر الإشارة إلى أن خراف البحر تعيش بشكلٍ رئيسي في المياه الدافئة، ولذلك فإن الكثير منهم يغادرون منازلهم الجنوبية في فصل الصيف لاستكشاف المزيد من القنوات و الشواطئ الشمالية التي تكون ذات درجات حرارة أبرد.

## التنفس
تستخدم خراف البحر زعانفها للمشي عندما تكون في المياه الضحلة، وتضع واحدة ببطء أمام الأخرى، مثل الحيتان والدلافين. أن خراف البحر لا تظهر على سطح الماء بشكل متكرر لتنفس الهواء أثناء السباحة، حيث أنها تستنشق  الهواء كل ثلاث إلى أربع دقائق. وبسبب هذا التبادل الكبير للهواء، تستنشق خراف البحر المزيد من الأكسجين مع كل نفس. وهذا يسمح لها بالبقاء لفترة أطول بين الأنفاس. وأثناء الراحة، يمكن لخروف البحر البقاء تحت الماء لمدة تصل إلى 20 دقيقة قبل الخروج لالتقاط نفس آخر تحت الماء.

## سلوكه
على الرغم من حجمه الضخم للغاية، إلا أن خروف البحر يعد سباحًا رشيقاً للغاية في المياه الساحلية والأنهار، حيث ينزلق خروف البحر عادةً بواسطة ذيله القوي، بسرعة 728 كيلومتراً في الساعة.
يستطيع خروف البحر السباحة بسرعة تقدر بحوالي 1624 كيلو متر في الساعة.
عادة ما يتم العثور على خراف البحر إما بشكل منفرد، أو في أزواج، أو في مجموعات صغيرة تتألف من 6 أفراد أو أقل. يظهر من فوق سطح البحر عادةً أنف خروف البحر وخياشيمه فقط، حيث يعدان هما الشيء الوحيد المرئي من جسمه للناظر باتجاه الماء.
لا تترك خراف البحر الماء أبدًا، ولكنها رغم ذلك يجب أن تتنفس الهواء من سطح الماء مثل باقي الثدييات يث يمكن أن يظل خروف البحر مغمورًا بالماء لمدة تصل إلى 15 دقيقة، ولكن أثناء السباحة، يجب أن يطفو على السطح كل 3 أو 4 دقائق ليستطيع التنفس بشكل جيد.

## الصفات الشكلية
1. يتراوح طول خروف البحر بين 2.5 إلى 4 أمتار تقريبًا.
2. يتميز خروف البحر بحجمه الضخم حيث يتراوح وزنه بين 200 إلى 590 كيلو غرام.
3. تظهر خراف البحر إما باللون الرمادي الباهت، أو الأسود، أو البني.
4. تمتلك خراف البحر بأنواعها المختلفة أجسام مدببة قوية تنتهي بذيل مستدير مسطح الشكل يستخدم للدفع إلى الأمام.
5. لا يمتلك خروف البحر أطرافًا أمامية، لكنه يمتلك زعانف كبيرة بدلًا منها، وهو يفتقر إلى وجود الأطراف الخلفية.
6. يمتلك خروف البحر شفاه كبيرة مليئة بالشعيرات الحسية المتخصصة التي تمكنه من التمييز بين النباتات الغذائية والإمساك بها.
7. يمتلك خروف البحر أمعاء بطول 30 مترًا.
8. وزنه :kkg550_400.[7]

## غذاؤه
يتغذى خروف البحر بالنباتات المائية في المياه المالحة أو العذبة، وتنقسم شفته العليا إلى نصفين ينطبقان على النبات مثل الكمّاشة. ويمكن لخروف البحر أن يلتهم أكثر من 45 كجم من النباتات المائية في اليوم. وهذه الميزة تمت الاستفادة منها في تنظيف الممرات المائية من الأعشاب والنباتات المائية في غايانا بغربي أمريكا الجنوبية.يتغذى خروف البحر على 100-200 رطل من الأعشاب البحرية الرطبة والرملية كل يوم. يرعى هذا الحيوان العاشب القوي ما يصل إلى سبع ساعات في اليوم، ويستهلك كمية من الطعام تعادل 10%-15% من وزن جسمه.[